# Hans Günther Karl von Hammerstein
Hans Günther Karl von Hammerstein (* 17. Dezember 1730; † 1. Dezember 1795)  war ein kurfürstlich braunschweig-lüneburgischer Generalleutnant und Chef des 2. Kavallerieregiments  (Kürassiere). Er entstammt der Linie zu Loxten.

## Leben

### Herkunft
Seine Eltern waren Friedrich Christoph von Hammerstein (* 31. Mai 1679; † 25. November 1740) und dessen Ehefrau Bertha Sophia von der Schulenburg  (* 30. Mai 1709; † 22. April 1785) aus dem Haus Altenhausen. Der General Rudolf von Hammerstein war sein Bruder.

### Militärkarriere
Er trat am 28. Januar 1746 als Cornet dem Regiment Hammerstein bei, in dem sein Onkel Christian Ludwig von Hammerstein (Begründer der Linie in Castorf) Chef war. Dort wurde er Leutnant, am 13. Mai 1749 Rittmeister. Das Regiment zog 1756 in den Siebenjährigen Krieg.
Am 24. April 1757 zeichnete sich das Regiment Hammerstein und der Rittmeister in der Schlacht bei Bergen und noch mehr in der Schlacht bei Minden aus, wo er eine schwere Kopfwunde erlitt.
In Minden befand sich das Regiment mit den Holstein-Dragonern auf dem linken Flügel der Armee nahe bei dem Korps Wangenheim, welches in der linken Flanke der Armee dem Korps de Broglie gegenüberstand. Diese beiden Kavallerie-Regimenter vereint mit ihrer Infanterie und Artillerie durchbrachen beide französische Linien und schlugen diese in die Flucht. Als dann die herbeieilende Kavallerie de Broglies die erschöpfte Truppe angriff, schlugen diese nicht nur aus dem Feld, sondern nahmen eine Infanteriebrigade dieses Korps gefangen, eroberten zwei Fahnen und zehn Geschütze und trugen so wesentlich zum Sieg in der Schlacht bei. Der Herzog Ferdinand von Braunschweig zeigte daher über ihr Betragen eine besondere Zufriedenheit. Der Rittmeister von Hammerstein verdiente sich an diesem Tag eine Beförderung. Er wurde am 3. Juni 1760 als Major zum Regiment Jüngermann, am 24. Januar 1772 als Oberstleutnant zu Regiment Alt-Bremer versetzt. Er wurde am 7. Dezember 1777 Oberst und erhielt 1781 das Reiterregiment Celle (ab 1783 Nr. 2). Am 31. März 1787 wurde er zum Generalmajor befördert, im Jahr 1793 gab er sein Regiment an den Prinzen Ernst August, den nachmaligen König, ab und wurde am 3. August 1795 Generalleutnant. Er starb kurz danach am 1. Dezember 1795.